# Biantella reticulata
Biantella reticulata is een hooiwagen uit de familie Biantidae. De wetenschappelijke naam van Biantella reticulata gaat terug op Roewer.